# 彗星銀河
彗星銀河（すいせいぎんが、Comet Galaxy）は、ちょうこくしつ座の方角に約32億光年離れた位置に存在する渦巻銀河である。Abell 2667銀河群に所属し、ハッブル宇宙望遠鏡によって2007年3月2日に発見された。この銀河は、銀河系よりも少しだけ大きい質量を持つ。

## 構造
この銀河は、青く明るい若い恒星の希薄な束を持つ独特の構造である。350万km/hの速度でAbell 2667銀河群の中を疾走しており、そのため、長さ60万光年の彗星の尾のような構造を引いている。

## 銀河の運命
彗星銀河は、現在、引き裂かれつつある途上にある。銀河群の中を200万mphを超える速度で移動しており、銀河群からの潮汐力で、恒星やガスが銀河から剥ぎ取られている。銀河に損傷を与えている別の要因は、銀河群のプラズマである。銀河群の熱いガスのプラズマの温度は、1000万℃から1億℃にも達する。変形の過程に要した時間は、10億年に近いと見積もられている。ハッブル宇宙望遠鏡で現在見られる画像は、その過程をおよそ2億年ほど経た姿である。彗星銀河の質量は、銀河系よりも若干大きいにもかかわらず、ガスと塵の全てを失うはずである。そのため、寿命の後半では新しい恒星を生み出すことができなくなり、赤い古い恒星からなるガスの少ない銀河となる。この発見は、数十億年間でガスの多い銀河がガスの少ない銀河に進化する過程にヒントを与えた。また、銀河群の中に散在する「ホームレス」恒星の形成に係る1つのメカニズムも明らかにした。
ラム圧力により、太陽風が彗星からプラズマを吹き飛ばして尾を形成するように、銀河の荷電粒子は剥ぎ取られる。このため、この銀河は、「彗星銀河」と名付けられている。
「地球から32億光年離れたこのユニークな銀河は、潮汐力によって、青い若い恒星の尾を引いており、ラム圧力によって熱く濃いガスが剥ぎ取られている」とマルセイユ天文物理学研究所のジャン＝ポール・クナイブは語った。
銀河群の強い重力は、その後ろにあるさらに遠い銀河からの光を曲げ、形を歪める重力レンズと呼ばれる効果を引き起こす。銀河群の中心のすぐ左に位置する巨大で明るいバナナ型の弧は、銀河群の核の後ろに位置する遠い銀河のものに相当する。